# Lacinipolia gnata
Lacinipolia gnata là một loài bướm đêm trong họ Noctuidae.